# جيف كلارك (متركمج)
جيف كلارك (بالإنجليزية: Jeff Clark)‏ هو متركمج أمريكي، ولد في 26 مارس 1957 في ريدوود في الولايات المتحدة.

## وصلات خارجية
- جيف كلارك على موقع EncyclopediaOfSurfing.com (الإنجليزية)